# An-Nászir Ahmad egyiptomi szultán
An-Nászir Ahmad, trónra lépése előtt Siháb ad-Dín Ahmad ibn an-Nászir Muhammad (Kairó, 1318 k. – al-Karak, 1344. július 18.) an-Nászir Muhammad harmadik trónra lépő fia, az egyiptomi türk (elterjedt, de pontatlan elnevezéssel bahri) mamlúkok tizenötödik szultánja, egyben az 1382-ig uralkodó kalávúnida dinasztia hatodik tagja volt (uralkodott 1342. március 19-től júniusáig). Teljes titulusa al-Malik an-Nászir, melynek jelentése: „a győzedelmes király”.

## Életútja
Ahmad herceg édesanyja egy Bajád nevű énekesnő, Muhammad szultán egyik ágyasa volt. Tízesztendős korától a mai Jordánia területén fekvő al-Karakban élt, ahol megkedvelte a sivatagi nomád arabokat, és számos, uralkodóhoz méltatlan szokást vett fel. Ennek tudható be, hogy haldokló atyja 1341. június 4-én külön rendelkezett öröklésből való kizárásáról. Hogy ennek ellenére szultán lehetett, az az apja halálát követően kibontakozó politikai zűrzavarnak köszönhető. Kauszún pohárnok, aki Muhammad szultán egyik lányát vette feleségül, már augusztusban megbuktatta al-Manszúr Abu Bakr szultánt, és egy hétéves féltestvérét, al-Asraf Kúdzsukot tette trónra. Mivel tartott a karaki Ahmadtól, októberben hadjáratot indított ellene, ám a sereg vezére, Kutlúbuga l-Fahri átállt hozzá, és 1342 januárjában szultánná kiáltotta ki Damaszkuszban. A hírre Kauszúnt és bábját összeesküvés buktatta meg, a konspirátorok pedig behívták a felnőtt korú Ahmadot, aki csak hosszas győzködés után hagyta el Karakot, és csupán márciusban foglalta el a trónt.
Ahmad azonban kezdettől fogva népszerűtlen volt: Karakban toborzott kíséretére támaszkodott, és önkényes módon próbált meg kormányozni, majd 1342 májusában visszatért addigi lakhelyére a két főtisztviselővel, a szultáni titkárral, illetve a kincstár és hadsereg főfelügyelőjével együtt. Miután az államügyekkel nem nem kívánt foglalkozni és visszatérni sem akart, a kairói mamlúkok kimondták trónfosztását, és féltestvérét, Iszmáílt tették trónra 1342 júniusában. Iszmáíl hiába követelte tőle a kincsek és felségjelvények átadását, Ahmad kitartóan ellenállt Karakban. Csak hét hadjárattal sikerült legyőzni és egy titkos hírvivővel meggyilkoltatni 1344. július 18-án.